# Diócesis de Massa Marittima-Piombino
La diócesis de Massa Marittima-Piombino (en latín: Dioecesis Massana-Plumbinensis y en italiano: Diocesi di Massa Marittima-Piombino) es una circunscripción eclesiástica de la Iglesia católica en Italia. Se trata de una diócesis latina, sufragánea de la arquidiócesis de Siena-Colle di Val d'Elsa-Montalcino. Desde el 15 de diciembre de 2010 su obispo es Carlo Ciattini.

## Territorio y organización

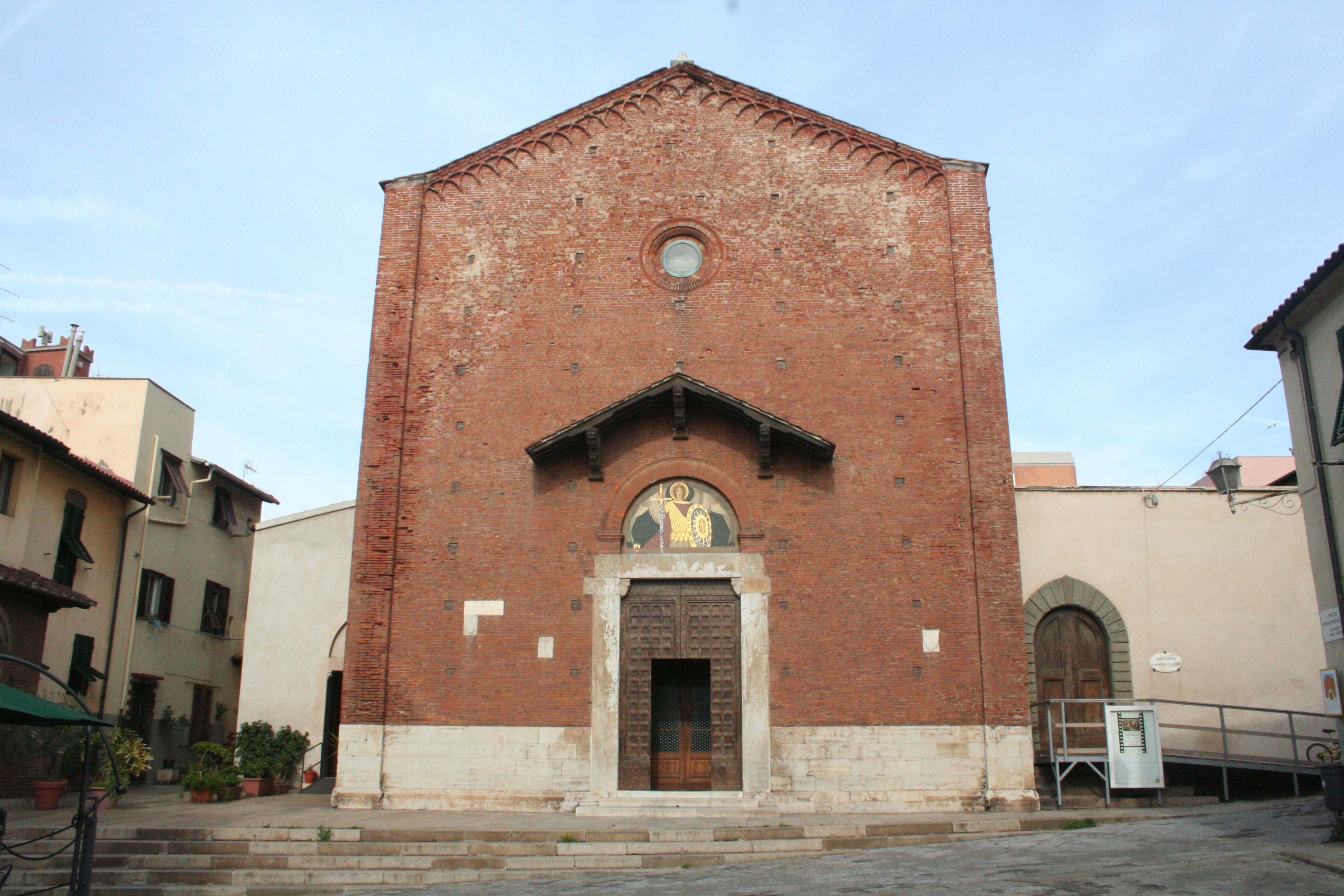
Concatedral abadía de San Antimo, en Piombino

La diócesis tiene 1200 km² y extiende su jurisdicción sobre los fieles católicos de rito latino residentes en parte de la región de Toscana, comprendiendo: 
- en la provincia de Livorno las comunas de: Castagneto Carducci, Sassetta, Suvereto, Campiglia Marittima, Piombino, San Vincenzo y toda la isla de Elba, compuesta por las comunas de Marciana Marina, Marciana, Campo nell'Elba (que incluye la isla Pianosa y el islote de la Scola), Portoferraio, Rio, Porto Azzurro y Capoliveri;
- en la provincia de Pisa la comuna de Monteverdi Marittimo;
- en la provincia de Grosseto las comunas de: Follonica, Massa Marittima (excepto las fracciones de Tatti y de Prata que pertenecen respectivamente a las diócesis de Grosseto y Volterra) y Monterotondo Marittimo (solo la fracción de Frassine, el resto pertenece a la diócesis de Volterra).

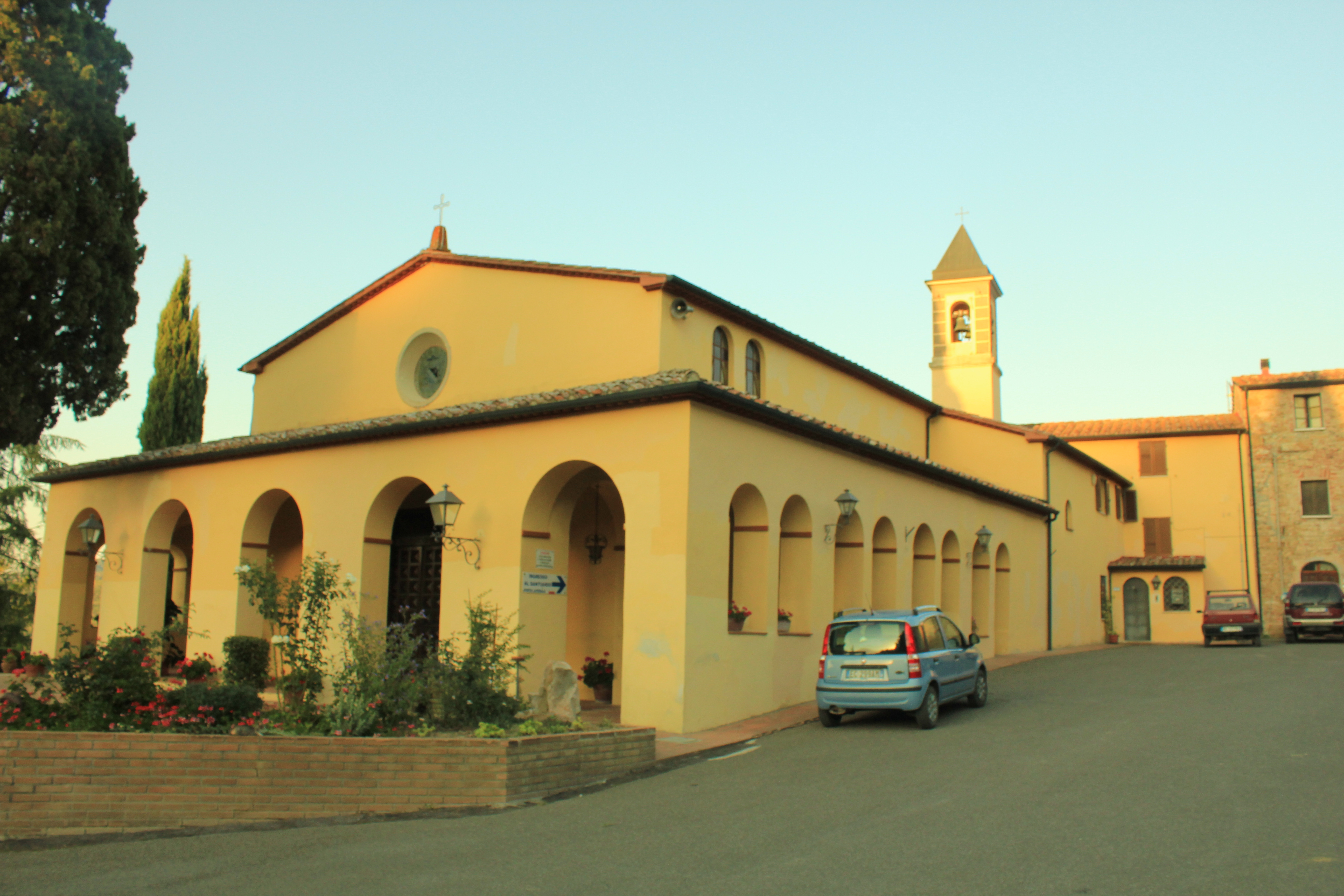
Santuario de la Virgen, en Frassine

La sede de la diócesis se encuentra en la ciudad de Massa Marittima, en donde se halla la Catedral de San Cerbonio. En Piombino se halla la Concatedral abadía de San Antimo.

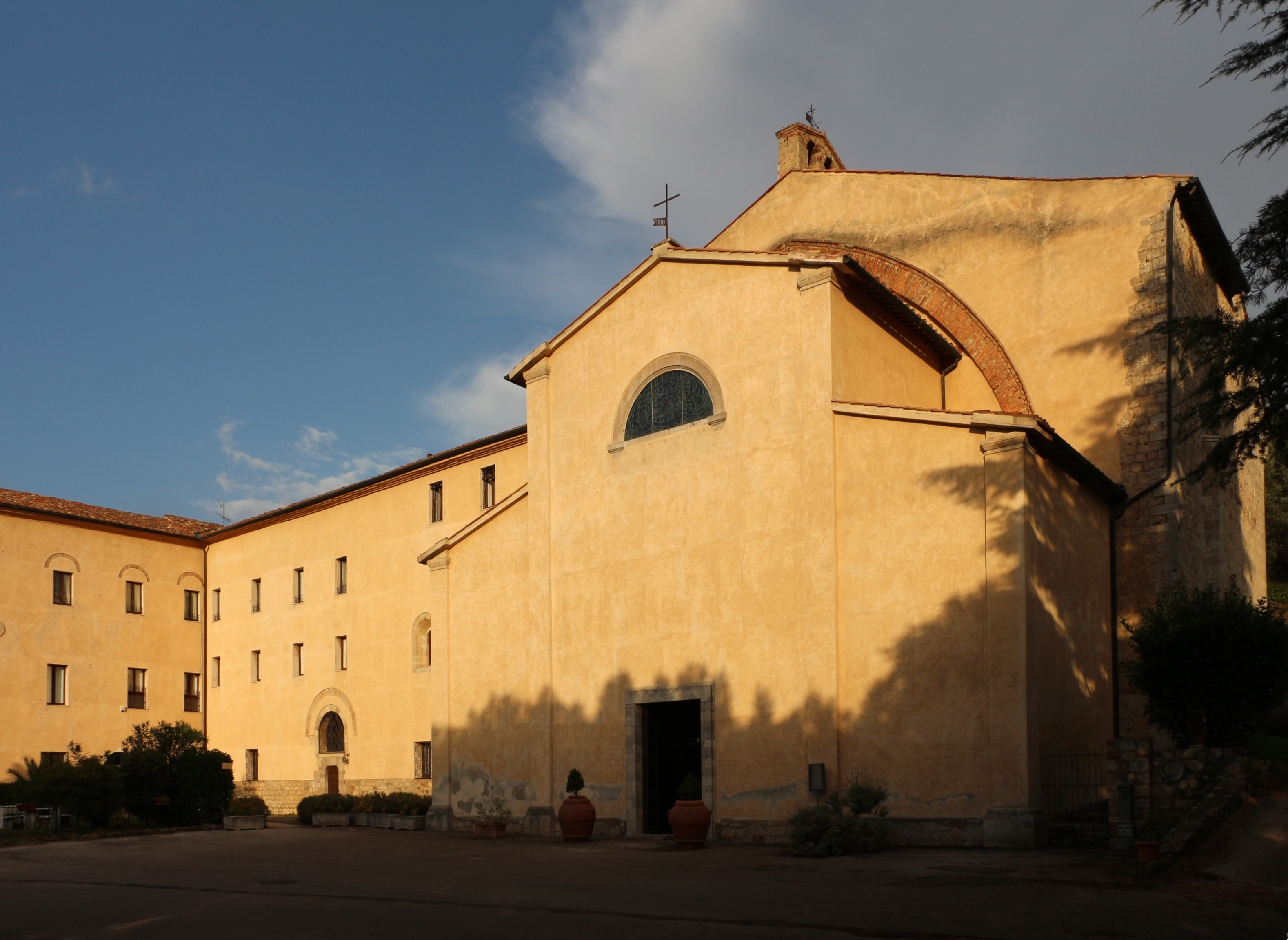
Iglesia de San Francisco, en Massa Marittima, con el seminario episcopal adyacente

En 2023 en la diócesis existían 53 parroquias agrupadas en 4 vicariatos: Massa Marittima e Follonica, Piombino, Campiglia e Castagneto Carducci, Isola d'Elba.

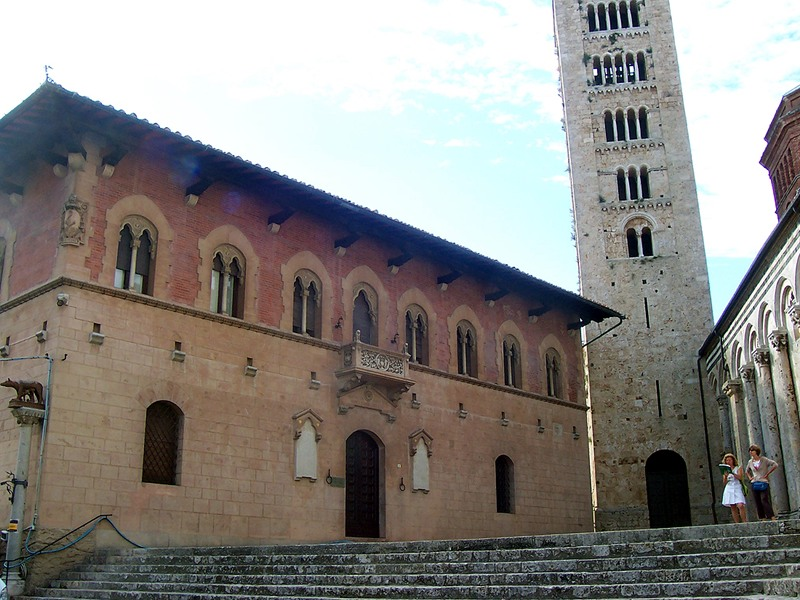
Palacio episcopal en Massa Marittima

## Historia
La diócesis de Massa Marittima-Piombino es heredera de la antigua diócesis de Populonia, cuya sede episcopal fue trasladada a Massa Marittima en el siglo XI.
La mención más antigua de la diócesis de Populonia se remonta a principios del siglo VI, gracias a la presencia del obispo Asello en los concilios convocados durante el episcopado del papa Símaco el 23 de octubre de 501 y el 6 de noviembre de 502. Es probable que el obispo de Populonia se identifique con el obispo Asello, indicado sin la diócesis a la que pertenecía, que participó en el concilio convocado por el papa Gelasio I el 13 de mayo de 495.
La diócesis de Populonia está particularmente vinculada a la memoria del santo obispo y patrono Cerbonio, que vivió en el siglo VI, y del que habla Gregorio Magno en sus Diálogos, y que una pasión legendaria, atribuida al siglo VIII, dice que era originario de África. Según Gregorio Magno, debido a la invasión de los lombardos (entre 571 y 574) Cerbonio se refugió en la isla de Elba donde murió. Con su muerte se inició un largo período de sede vacante, documentado por la correspondencia del mismo pontífice, quien en enero de 591 confió el cuidado de la diócesis de Populonia a Balbino, obispo de Roselle.
La serie episcopal se reanuda hacia mediados del siglo VII con los obispos Mariniano y Sereno, quienes estuvieron presentes en los concilios que condenaron la herejía monotelita, el primero en el concilio de 649 convocado por el papa Martín I, y el segundo en el concilio de 680 convocado por el papa Agatón.
Tras la devastación provocada por los sarracenos en el año 809, la ciudad de Populonia fue abandonada por sus habitantes y su obispo, que encontraron refugio en el interior, en el valle de Cornia, probablemente cerca de Suvereto. En el concilio romano de 861, el obispo Paolo firmó las actas como obispo Cornitus (o Corninus). En el siglo XI la sede se trasladó definitivamente a Massa Marittima, donde los obispos están documentados por primera vez en 1062. En un primer momento, en los documentos contemporáneos, se alternaban los títulos Populoniensis y Massensis (que aparece por primera vez en 1115); luego, a partir del siglo XII/XIII, la diócesis asumió definitivamente el doble título, Massa y Populonia, que duró hasta el siglo XX.
La presencia monástica en el territorio de la diócesis era limitada, aunque los testimonios más antiguos se remontan a los primeros siglos de la cristianización. De hecho, la primera documentación al respecto es una carta de Gregorio Magno fechada en junio de 591 a los monjes eremitas de la isla de Montecristo, a quienes el pontífice envió al abad Orosio como visitador. Además del monasterio de San Mamiliano, también están documentadas otras fundaciones monásticas alrededor del siglo IX, como el monasterio de San Pietro in Palazzuolo cerca de Monteverdi Marittimo, atestiguado en 754; el monasterio de San Giustiniano de Falesia cerca de Piombino, construido en 1022; el monasterio de San Quirico de Populonia, atestiguado en 1029; el monasterio de San Pietro de Acquaviva cerca de Campiglia Marittima, cuya mención más antigua se remonta a finales del siglo XII; y el monasterio femenino de Santa Maria de Asca cerca de Castagneto Carducci, atestiguado por primera vez en 1087.
Durante el siglo XI una disputa sobre los límites diocesanos con la diócesis de Roselle fue resuelta a favor de esta última por el papa Gregorio VII en 1076. El 20 de noviembre de 1074 el mismo papa había declarado la diócesis inmediatamente sujeta a la Santa Sede, concediendo a sus obispos jurisdicción también sobre la isla de Elba. El 25 de mayo de 1133 el papa Inocencio II agregó la diócesis de Populonia a la provincia eclesiástica de la arquidiócesis de Pisa.
Hasta principios del siglo XIII los obispos también ejercían el poder civil sobre la ciudad de Massa y sobre algunos asentamientos del territorio diocesano, entre los que se puede recordar Tricasi y Marsiliana en el territorio de Massa, Accesa en la comuna de Gavorrano, Valli y Montioni en el de Follonica, San Lorenzo en el territorio de Suvereto. Además, los obispos también tenían derecho a los diezmos mineros de toda la isla de Elba.
El 23 de abril de 1459 la diócesis pasó a formar parte de la provincia eclesiástica de la arquidiócesis de Siena.
A partir del siglo XIV el territorio de la diócesis estuvo, desde el punto de vista civil, sujeto a la autoridad de varias soberanías políticas, entre ellas el Gran Ducado de Toscana y el Principado de Piombino. Esto dificultó en varias ocasiones a los obispos ejercer el gobierno espiritual. «Un signo de esta debilidad de la autoridad episcopal fue la historia del nacimiento del monasterio femenino de Santa Anastasia en Piombino, a principios del siglo XVII: el obispo tuvo que aceptar las condiciones impuestas por los dirigentes locales, quienes con su tenaz resistencia a los preceptos romanos impidieron que sus hijas y hermanas tuvieran que someterse al régimen de clausura» (este monasterio estaba anexionado a la iglesia de Sant'Antimo sopra i Canali).
En la época moderna la diócesis vivió un período de crisis y decadencia, no sólo por las dificultades con los gobiernos, sino también por la pobreza económica y demográfica de su territorio, la escasez de clero y las dificultades que afrontaba la mensa episcopal. Desde un punto de vista estrictamente pastoral, los obispos no pusieron mucho esfuerzo en aplicar los decretos de reforma decididos por el Concilio de Trento; Alessandro Petrucci (1602-1615) es una excepción, pero a menudo tuvo que recurrir a sus bienes personales, creando muchos problemas financieros a su familia; y Pietro Vannucci (1770-1793), a quien se debe la erección del seminario episcopal en las instalaciones del suprimido convento de las Menores Conventuales.
A principios del siglo XIX, durante la ocupación napoleónica, la diócesis permaneció vacante durante muchos años. Además, las islas y el principado de Piombino fueron sometidos por el gobierno francés a la jurisdicción del obispo de Ajaccio en Córcega. La diócesis de Massa quedó así reducida a sólo 10 parroquias. En 1807 también se propuso unir Massa a la diócesis de Livorno, proyecto que sin embargo no se realizó. Con el fin del Imperio francés, la diócesis de Massa recuperó la posesión de todos sus territorios anteriores, con excepción de la isla de Capraia, que permaneció con la diócesis de Brugnato, a la que había sido cedida en 1787.
Del 1924 al 1933 Massa Marittima estuvo unida in persona episcopi a la diócesis de Livorno con el obispo Giovanni Piccioni.
El 14 de mayo de 1978, mediante el decreto Ex historicis documentis de la Congregación para los Obispos, la diócesis asumió su nombre actual y Populonia se convirtió en sede titular.

## Estadísticas
Según el Anuario Pontificio 2024 la diócesis tenía a fines de 2023 un total de 125 200 fieles bautizados.
| Año                                                                             | Población            | Población | Población      | Sacerdotes | Sacerdotes    | Sacerdotes    | Bautizados por sacerdote | Diáconos permanentes | Religiosos | Religiosos | Parroquias |
| Año                                                                             | Bautizados católicos | Total     | % de católicos | Total      | Clero secular | Clero regular | Bautizados por sacerdote | Diáconos permanentes | Varones    | Mujeres    | Parroquias |
| ------------------------------------------------------------------------------- | -------------------- | --------- | -------------- | ---------- | ------------- | ------------- | ------------------------ | -------------------- | ---------- | ---------- | ---------- |
| 1950                                                                            | 109 800              | 110 000   | 99.8           | 44         | 37            | 7             | 2495                     |                      | 7          | 188        | 33         |
| 1970                                                                            | 132 300              | 132 500   | 99.8           | 65         | 52            | 13            | 2035                     | 0                    | 15         | 171        | 45         |
| 1980                                                                            | 130 000              | 133 500   | 97.4           | 80         | 63            | 17            | 1625                     | 0                    | 18         | 143        | 47         |
| 1990                                                                            | 129 800              | 136 400   | 95.2           | 71         | 56            | 15            | 1828                     | 0                    | 15         | 101        | 54         |
| 1999                                                                            | 126 000              | 127 677   | 98.7           | 68         | 56            | 12            | 1852                     | 0                    | 12         | 78         | 53         |
| 2000                                                                            | 126 000              | 127 677   | 98.7           | 69         | 57            | 12            | 1826                     | 0                    | 12         | 76         | 53         |
| 2001                                                                            | 126 000              | 127 677   | 98.7           | 65         | 54            | 11            | 1938                     | 0                    | 11         | 76         | 53         |
| 2002                                                                            | 126 000              | 127 677   | 98.7           | 64         | 55            | 9             | 1968                     | 1                    | 10         | 70         | 53         |
| 2003                                                                            | 126 000              | 127 677   | 98.7           | 63         | 55            | 8             | 2000                     | 0                    | 8          | 73         | 53         |
| 2004                                                                            | 126 000              | 127 677   | 98.7           | 62         | 52            | 10            | 2032                     | 0                    | 10         | 75         | 53         |
| 2013                                                                            | 127 600              | 129 800   | 98.3           | 48         | 40            | 8             | 2658                     | 4                    | 8          | 55         | 53         |
| 2016                                                                            | 130 200              | 132 400   | 98.3           | 44         | 36            | 8             | 2959                     | 4                    | 9          | 55         | 53         |
| 2019                                                                            | 124 610              | 126 510   | 98.5           | 49         | 36            | 13            | 2543                     | 4                    | 14         | 30         | 53         |
| 2021                                                                            | 124 750              | 126 700   | 98.5           | 47         | 35            | 12            | 2654                     | 4                    | 12         | 36         | 53         |
| 2023                                                                            | 125 200              | 127 667   | 98.1           | 49         | 34            | 15            | 2555                     | 4                    | 15         | 34         | 53         |
| Fuente: Catholic-Hierarchy, que a su vez toma los datos del Anuario Pontificio. |                      |           |                |            |               |               |                          |                      |            |            |            |

## Episcopologio

### Obispos de Populonia
- Asello † (antes de 495?-después de 502)[2][nota 2]
- San Fiorenzo? † (primera mitad del siglo VI)[nota 3]
- San Cerbone † (antes de 546-circa 571/575 falleció)[13]
  - Sede vacante (591)[14]
- Massimino? †[nota 4]
- Mariniano † (mencionado en 649)
- Sereno † (mencionado en 680)
- Anónimo † (mencionado en 753)
- Ancario o Ancauro? † (mencionado entre 755 y 759)[nota 5]
- Pietro † (mencionado en 769)

### Obispos de Massa y Populonia
- Guriperto † (mencionado en 826)[15]
- Odalperto † (mencionado en 853)
- Paolo † (mencionado en 861)[nota 6]
- Giovanni I † (mencionado en 877)
- Anónimo † (mencionado en 886)[16]
- Unicluso † (mencionado en 923)
- Giovanni II † (mencionado en 940 o 945)
- Guido I † (?-febrero/marzo de 979 nombrado obispo de Lucca)[nota 7]
- Enrico † (antes de 1015-después de 1050)[17]
- Tegrimo o Tuezio † (antes de 1057-después de 1061)[17][nota 8]
- Bernardo † (antes de 1065-después de 1068)[17]
- Guglielmo I † (junio de 1073/junio de 1074 consagrado-después de octubre de 1080)[nota 9]
- Guglielmo II † (mencionado en agosto de 1082)[nota 10]
- Giovanni III † (mencionado en 1099)[17]
- Lorenzo † (mencionado en 1103)[17]
- Rolando † (antes de 1112-después de 1138)[17]
- Alberto I † (antes de 1149-después de 1158)[nota 11]
- Giovanni IV † (antes de 1181-1189 falleció)
- Martino † (antes del 28 de octubre de 1189-después de 1196)
- Marzucco Gaetani † (antes de julio de 1211-1213 nombrado obispo de Luni)
- Alberto II † (antes de 1217-circa 1230 falleció)
  - Guglielmo II † (1231) (obispo electo)[nota 12]
- Ildebrando † (1231-después de 1236)
- Niccolò I † (mencionado en 1254)
- Ruggero Ugurgeri † (antes de 1256-1268 falleció)
- Filippo de Massa † (9 de agosto de 1268-?)
- Rotlando (Orlando) Ugurgeri † (antes de 1278-después de 1300 falleció)
- Lando de Pistoya † (24 de diciembre de 1307-?)[nota 13]
- Cristofano Melloni Tolomei, O.P. † (4 de mayo de 1310-?)
- Giovanni V † (1313-1332 falleció)[nota 14]
- Galgano Pagliarecci, O.P. † (13 de febrero de 1332-1348? falleció)
- Guido da Riparia † (21 de octubre de 1349-? falleció)
- Antonio da Riparia † (29 de octubre de 1361-29 de octubre de 1380 nombrado obispo de Lucca)
- Pietro da Fano, O.S.A. † (1380-febrero de 1389 nombrado obispo de Fano)
  - Nicola da Salerno, O.F.M. † (1 de noviembre de 1385-?) (antiobispo)
- Andrea Galeazzi, O.F.M. † (7 de enero de 1389-10 de octubre de 1390) nombrado obispo de Asís)
- Giovanni Gabrielli † (28 de noviembre de 1390-9 de septiembre de 1394 nombrado arzobispo de Pisa)
- Niccolò Beruto † (9 de septiembre de 1394-26 de noviembre de 1404 nombrado arzobispo de Oristán)
- Bartolomeo Ghini † (26 de noviembre de 1404-1425 falleció)

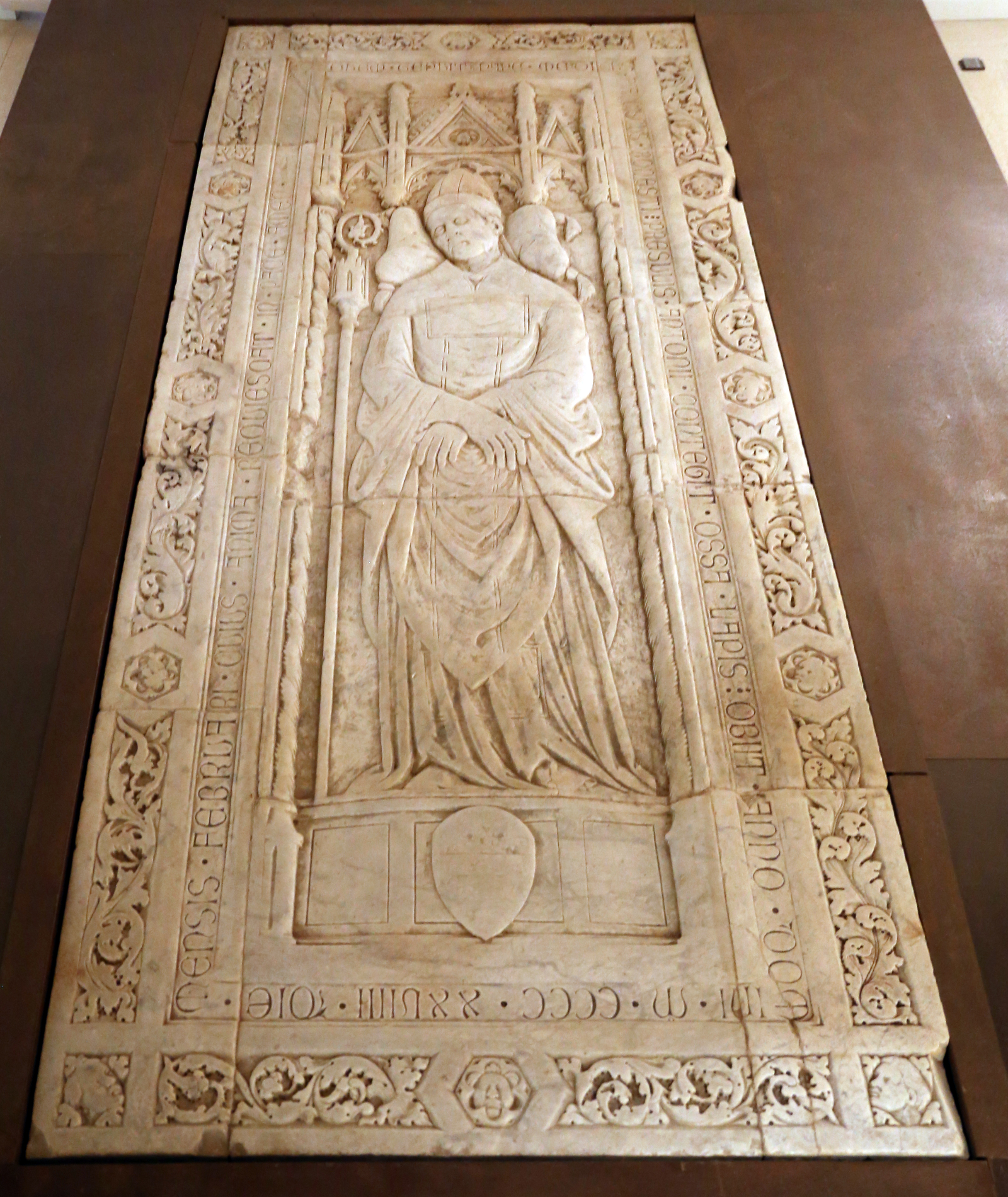
La placa de Antonio Casini, obispo de 1425 a 1429, en el museo de arte sacro de Massa Marittima

- Antonio Casini † (10 de diciembre de 1425-1429 falleció)
- Antonio da Massa, O.F.M. † (12 de junio de 1430-septiembre de 1435 falleció)
- Riccardo Del Frate, O.S.B.Vall. † (7 de octubre de 1435-1438 falleció)
- Pietro dall'Orto † (6 de marzo de 1439-1467 falleció)
- Leonardo Dati † (17 de agosto de 1467-1472 falleció)
- Bartolomeo della Rovere, O.F.M. † (8 de enero de 1472-11 de julio de 1474 nombrado obispo de Ferrara)
- Giovanni Ghianderoni † (15 de julio de 1474-1483 falleció)
- Girolamo Conti † (10 de septiembre de 1483-después de 1498 falleció)[nota 15]
- Ventura Benassai † (6 de octubre de 1501-1511 falleció)
  - Alfonso Petrucci † (1511-22 de junio de 1517 depuesto) (administrador apostólico)
- Giovanni Gregorio Peroschi † (16 de julio de 1517-8 de agosto de 1524 nombrado obispo de Telese)
- Francesco Peroschi † (29 de julio de 1524-1529 renunció)
  - Paolo Emilio Cesi † (6 de octubre de 1529-21 de octubre de 1530 renunció) (administrador apostólico)
- Girolamo Ghianderoni † (21 de octubre de 1530-15 de noviembre de 1538 nombrado obispo de Ancona y Umana)
  - Alessandro Farnese † (15 de noviembre de 1538-22 de abril de 1547 renunció) (administrador apostólico)
  - Bernardino Maffei † (22 de abril de 1547-1549 renunció) (obispo electo)
  - Miguel da Silva † (20 de mayo de 1549-5 de junio de 1556 falleció) (administrador apostólico)
- Francesco Franchini † (30 de octubre de 1556-1559 falleció)
- Ventura Bufalini † (13 de marzo de 1560-1570 falleció)
- Antonio De Angelis † (23 de agosto de 1570-1579 falleció)
- Alberto Bolognetti † (27 de abril de 1579-17 de mayo de 1585 falleció)
- Vincenzo Casali † (1 de julio de 1585-1587 renunció)
- Achille Sergardi † (28 de septiembre de 1587-1601 falleció)
- Alessandro Petrucci † (22 de abril de 1602-23 de marzo de 1615 nombrado arzobispo de Siena)
- Fabio Piccolomini † (30 de marzo de 1615-1629 falleció)
- Giovanni Battista Malaspina † (17 de septiembre de 1629-16 de octubre de 1655 falleció)
- Bandino Accarigi † (3 de marzo de 1656-agosto de 1670 falleció)
- Niccolò dell'Acciaia † (20 de abril de 1671-agosto de 1679 falleció)
- Polo Pecci † (27 de noviembre de 1679-octubre de 1694 falleció)
- Pietro Luigi Malaspina, C.R. † (2 de mayo de 1695-diciembre de 1705 falleció)
- Ascanio Silvestri † (17 de mayo de 1706-13 de junio de 1714 nombrado obispo de Pienza)
- Niccolò Tolomei † (21 de enero de 1715-mayo de 1718 falleció)
- Eusebio Ciani, O.S.B.Cam. † (2 de octubre de 1719-2 de febrero de 1770 falleció)
- Pietro Maria Vannucci † (12 de diciembre de 1770-7 de agosto de 1793 falleció)
- Francesco Toli † (22 de septiembre de 1795-28 de marzo de 1803 nombrado obispo de Pistoya y Prato)
  - Sede vacante (1803-1818)
- Giuseppe Mancini † (2 de octubre de 1818-12 de julio de 1824 nombrado arzobispo de Siena)
- Giuseppe Maria Traversi † (19 de diciembre de 1825-27 de agosto de 1872 falleció)
- Giuseppe Morteo, O.F.M.Cap. † (23 de diciembre de 1872-21 de noviembre de 1891 falleció)

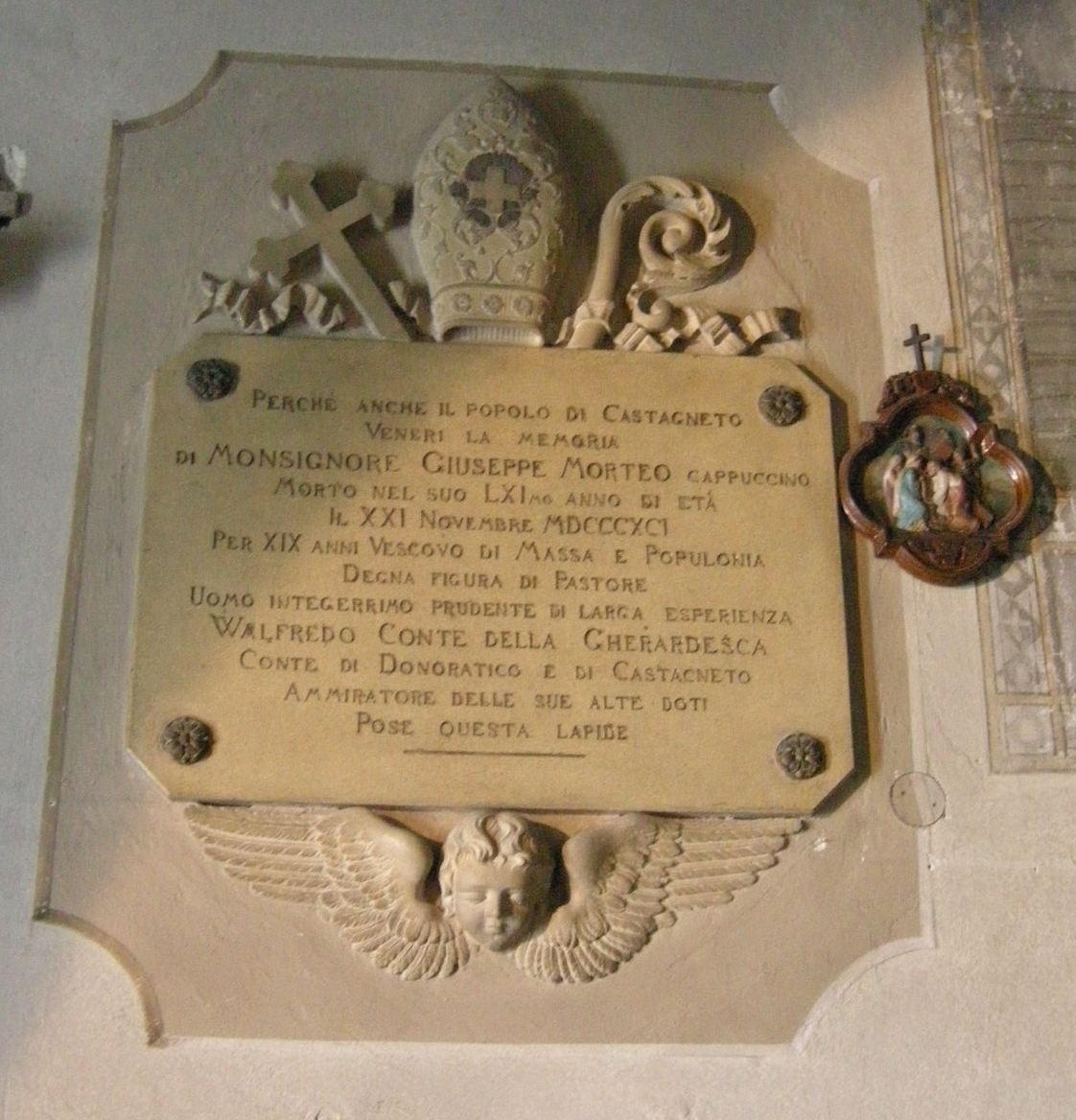
Placa en memoria de Giuseppe Morteo (1872-1891) en la iglesia de San Lorenzo en Castagneto Carducci

- Giovanni Battista Borachia † (11 de julio de 1892-24 de abril de 1924 falleció)
- Giovanni Piccioni † (18 de diciembre de 1924-mayo de 1933 renunció)[nota 16]
- Faustino Baldini † (8 de agosto de 1933-20 de mayo de 1966 falleció)
  - Sede vacante (1966-1970)[nota 17]
- Lorenzo Vivaldo † (7 de septiembre de 1970-14 de mayo de 1978 nombrado obispo de Massa Marittima-Piombino)

### Obispos de Massa Marittima-Piombino
- Lorenzo Vivaldo † (14 de mayo de 1978-13 de marzo de 1990 falleció)
- Angelo Comastri (25 de julio de 1990-3 de marzo de 1994 renunció)
- Gualtiero Bassetti (9 de julio de 1994-21 de noviembre de 1998 nombrado obispo de Arezzo-Cortona-Sansepolcro)
- Giovanni Santucci (28 de octubre de 1999-19 de mayo de 2010 nombrado obispo de Massa Carrara-Pontremoli)
- Carlo Ciattini, desde el 15 de diciembre de 2010